# Kinloch
Kinloch är den största orten (nu bara) på ön Rùm, Highland, Skottland. Byn är belägen 13 km från Cleadale. Det finns en färja till Mallaig.